# Splash (filme)
Splash (bra: Splash - Uma Sereia em Minha Vida; prt: Splash - A Sereia) é um filme norte-americano de 1984 do gênero comédia romântica e fantasia, dirigida por Ron Howard.
Splash foi um dos primeiros filmes do estúdio Touchstone Pictures, criado pela Walt Disney Company para a realização de filmes de teor mais adulto.
Teve uma sequência, Splash, Too, filme para a televisão também produzido pela Disney, dirigido por Greg Antonacci e escrito por Bruce Franklin Singer. Foi estrelado por Todd Waring como Allen Bauer e Amy Yasbeck como a sereia Madison Bauer.

## Sinopse
Após salvar a vida do jovem Allan Bauer, uma sereia vai procurá-lo em plena Nova Iorque, transformada numa linda mulher loira. Quando enfim se encontram, Allen também se apaixona, mas terá de impedir que ela vire cobaia de ambiciosos pesquisadores.

## Elenco
| Ator / Atriz         | Personagem             |
| -------------------- | ---------------------- |
| Tom Hanks            | Allan Bauer            |
| Daryl Hannah         | Madison / sereia       |
| John Candy           | Freddie Bauer          |
| Eugene Levy          | Walter Kornbluth       |
| Dody Goodman         | Dra. Stilmer           |
| Shecky Greene        | Sr. Buyrite            |
| Richard B. Shull     | Dr. Ross               |
| Bobby Di Cicco       | Jerry                  |
| Howard Morris        | Dr. Zidell             |
| Patrick Cronin       | Michaelson             |
| Jeff Doucette        | Junior                 |
| Royce D. Applegate   | Buckwalter             |
| Tony Longo           | Augie                  |
| Nora Denney          | Srs. Stein             |
| Joe Grifasi          | Manny                  |
| Rance Howard         | McCullough             |
| Lowell Ganz          | Stan (guia turístico)  |
| Babaloo Mandel       | Rudy                   |
| Clint Howard         | Convidado de casamento |
| Lee Delano           | Sargento Leleandowski  |
| Migdia Chinea Valera | Wanda                  |
| Eileen Saki          | Dr. Fujimoto           |
| Jodi Long            | Repórter               |
| Bill Smitrovich      | Ralph Bauer            |

## Recepção
No site agregador de críticas Rotten Tomatoes, 92% das 38 avaliações dos críticos são positivas. O consenso diz que o filme é uma "comédia romântica calorosamente engraçada, que é mantida à tona por direção discreta de Ron Howard e performances encantadoras de Tom Hanks e Daryl Hannah."

## Principais prêmios e indicações
Oscar 1985 (EUA)
- Indicado na categoria de Melhor Roteiro Original.

Globo de Ouro 1985 (EUA)
- Indicado na categoria de Melhor Filme - Comédia / Musical.

Prêmio Saturno 1985 (Academy of Science Fiction, Fantasy & Horror Films, EUA)
- Venceu na categoria Melhor Atriz (Daryl Hannah).
- Indicado também nas categorias de Melhor Diretor, Melhor Filme de Fantasia, Melhor Maquiagem e Melhor Ator Coadjuvante (John Candy).

NSFC Award 1985 (EUA)
- Vencedor na categoria de Melhor Roteiro.